# بازی‌های مدیترانه ۲۰۲۲
بازی‌های مدیترانه ۲۰۲۲ (انگلیسی: 2022 Mediterranean Games) نوزدهمین دوره مسابقات بازی‌های مدیترانه است که از ۲۵ ژوئن تا ۶ ژوئیه ۲۰۲۲ در وهران، الجزایر برگزار شده است. این بازی‌ها با حضور ۳٬۳۹۰ ورزشکار از ۲۴ کشور انجام شده است.

## انتخاب میزبان
پنج شهر برای میزبانی بازی‌های مدیترانه ۲۰۲۲ اعلامیه رسمی نامزدی امضا کردند، دو شهر از آفریقا و سه شهر از اروپا. در نهایت دو شهر وهران و صفاقس به‌عنوان دو نامزد نهایی به رقابت پرداختند و شهر وهران با ۵۱ رای در برابر ۱۷ رای صفاقس میزبانی مسابقات را به دست آورد.
| نتایج رای‌گیری انتخاب میزبان | نتایج رای‌گیری انتخاب میزبان | نتایج رای‌گیری انتخاب میزبان | نتایج رای‌گیری انتخاب میزبان |
| --------------------------- | --------------------------- | --------------------------- | --------------------------- |
| شهر                         | NOC                         | مرحله ۱                     | مرحله ۲                     |
| وهران                       | الجزایر                     | Adv                         | ۵۱                          |
| صفاقس                       | تونس                        | Adv                         | ۱۷                          |
| موستار                      | بوسنی و هرزگوین             | Elim                        | —                           |
| دوبروونیک                   | کرواسی                      | Elim                        | —                           |
| کوتور                       | مونته‌نگرو                   | Elim                        | —                           |

## ورزش‌ها
| ورزش‌های بازی‌های مدیترانه ۲۰۲۲ |
| --- |
| - ورزش‌های آبی - شنا (۳۸) () - واترپلو (۱) () - تیراندازی با کمان (۵) () - دو و میدانی (۳۸) () - بدمینتون (۴) () - بسکتبال (۲) () - بول (۱۲) () - بوکس (۱۵) () - دوچرخه‌سواری () - جاده (4) - سوارکاری () - پرش (2) - شمشیربازی (۶) () - فوتبال (۱) () - ژیمناستیک - ژیمناستیک هنری () (14) - هندبال (۲) () - جودو (۱۴) () - کاراته (۱۰) () - قایقرانی بادبانی (۴) () - تیراندازی (۱۱) () - تنیس روی میز (۴) () - تکواندو (۸) () - تنیس (۴) () - والیبال (۲) () - وزنه‌برداری (۱۶) () - کشتی (۱۷) () |

## کشورهای شرکت‌کنده
| - آلبانی (۵۰) - الجزایر (۳۸۹) (میزبان) - آندورا (۱۱) - بوسنی و هرزگوین (۵۴) - کرواسی (۱۱۰) - قبرس (۱۱۳) - مصر (۱۹۱) - فرانسه (۳۱۳) - یونان (۱۷۶) - ایتالیا (۳۷۱) - کوزوو (۴۰) - لبنان (۳۸) - لیبی (۱۴) - مالت (۳۱) - موناکو (۱۷) - مونته‌نگرو (۳۲) - مراکش (۱۳۷) - مقدونیه شمالی (۷۹) - پرتغال (۱۶۳) - سان مارینو (۲۰) - صربستان (۱۶۰) - اسلوونی (۱۳۹) - اسپانیا (۲۸۲) - سوریه (۲۶) - تونس (۱۷۵) - ترکیه (۳۲۴) - واتیکان (۱)* یک ورزشکار از واتیکان به صورت غیررسمی ("بدون کسب امتیاز") در مسابقات نیمه ماراتن زنان شرکت کرد. |

## جدول مدال‌ها
*   کشور میزبان (الجزایر)
| رتبه            | کشور            | طلا | نقره | برنز | مجموع |
| --------------- | --------------- | --- | ---- | ---- | ----- |
| ۱               | ایتالیا         | ۴۸  | ۵۰   | ۶۱   | ۱۵۹   |
| ۲               | ترکیه           | ۴۵  | ۲۶   | ۳۷   | ۱۰۸   |
| ۳               | فرانسه          | ۲۱  | ۲۴   | ۳۶   | ۸۱    |
| ۴               | الجزایر*        | ۲۰  | ۱۷   | ۱۶   | ۵۳    |
| ۵               | اسپانیا         | ۱۶  | ۲۵   | ۲۵   | ۶۶    |
| ۶               | مصر             | ۱۳  | ۱۵   | ۲۳   | ۵۱    |
| ۷               | صربستان         | ۱۳  | ۷    | ۱۱   | ۳۱    |
| ۸               | یونان           | ۱۰  | ۱۱   | ۱۰   | ۳۱    |
| ۹               | پرتغال          | ۷   | ۱۰   | ۸    | ۲۵    |
| ۱۰              | تونس            | ۶   | ۸    | ۱۳   | ۲۷    |
| ۱۱              | اسلوونی         | ۶   | ۸    | ۹    | ۲۳    |
| ۱۲              | کرواسی          | ۶   | ۷    | ۱۰   | ۲۳    |
| ۱۳              | قبرس            | ۵   | ۲    | ۷    | ۱۴    |
| ۱۴              | سوریه           | ۴   | ۳    | ۰    | ۷     |
| ۱۵              | مراکش           | ۳   | ۱۳   | ۱۷   | ۳۳    |
| ۱۶              | کوزوو           | ۳   | ۰    | ۳    | ۶     |
| ۱۷              | سان مارینو      | ۲   | ۱    | ۳    | ۶     |
| ۱۸              | آلبانی          | ۲   | ۱    | ۱    | ۴     |
| ۱۹              | بوسنی و هرزگوین | ۲   | ۰    | ۶    | ۸     |
| ۲۰              | مونته‌نگرو       | ۱   | ۴    | ۲    | ۷     |
| ۲۱              | مقدونیه شمالی   | ۱   | ۰    | ۲    | ۳     |
| ۲۲              | موناکو          | ۱   | ۰    | ۰    | ۱     |
| ۲۳              | مالت            | ۰   | ۱    | ۰    | ۱     |
| ۲۴              | لیبی            | ۰   | ۰    | ۱    | ۱     |
| مجموع (۲۴ کشور) | مجموع (۲۴ کشور) | ۲۳۵ | ۲۳۳  | ۳۰۱  | ۷۶۹   |

منبع: Medal Standings بایگانی‌شده  در ۲۴ ژوئن ۲۰۲۲ توسط Wayback Machine

## نگارخانه

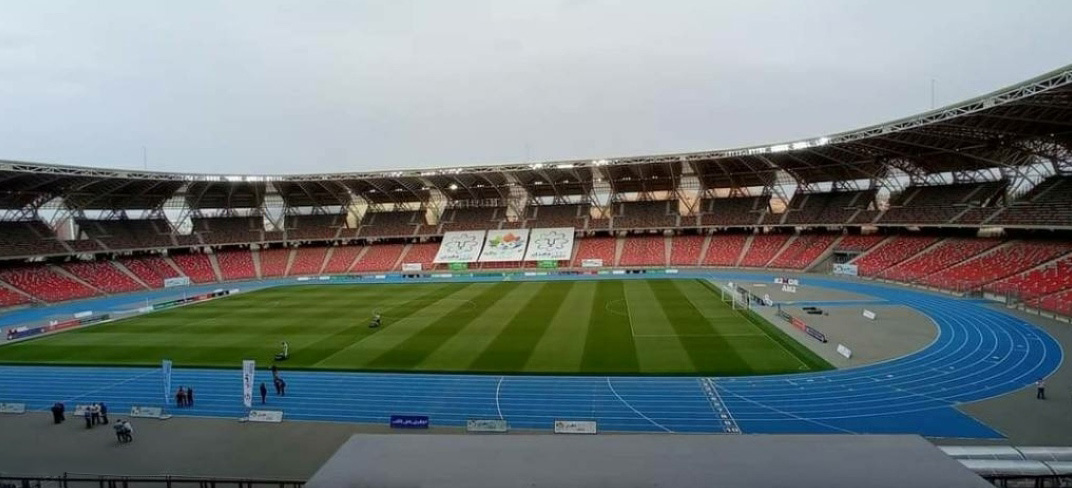
ورزشگاه میلود هدفی
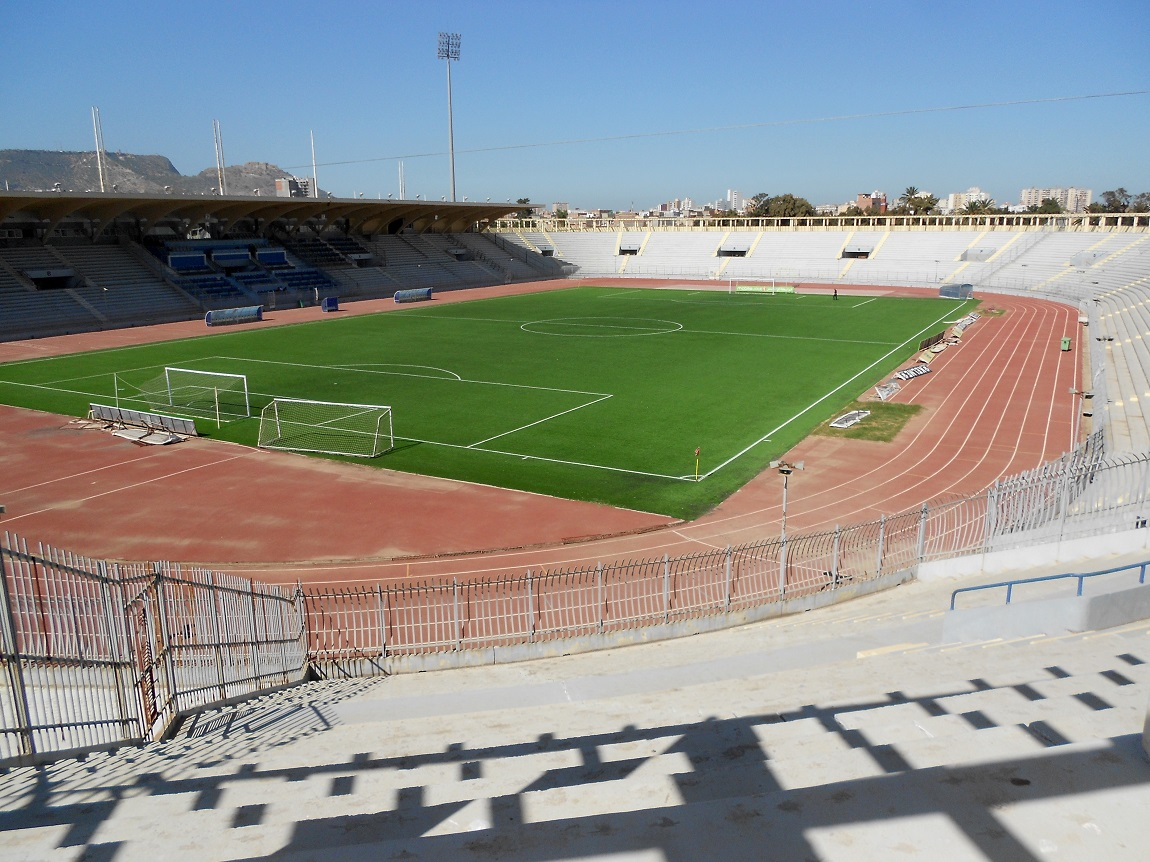
ورزشگاه احمد زبانه
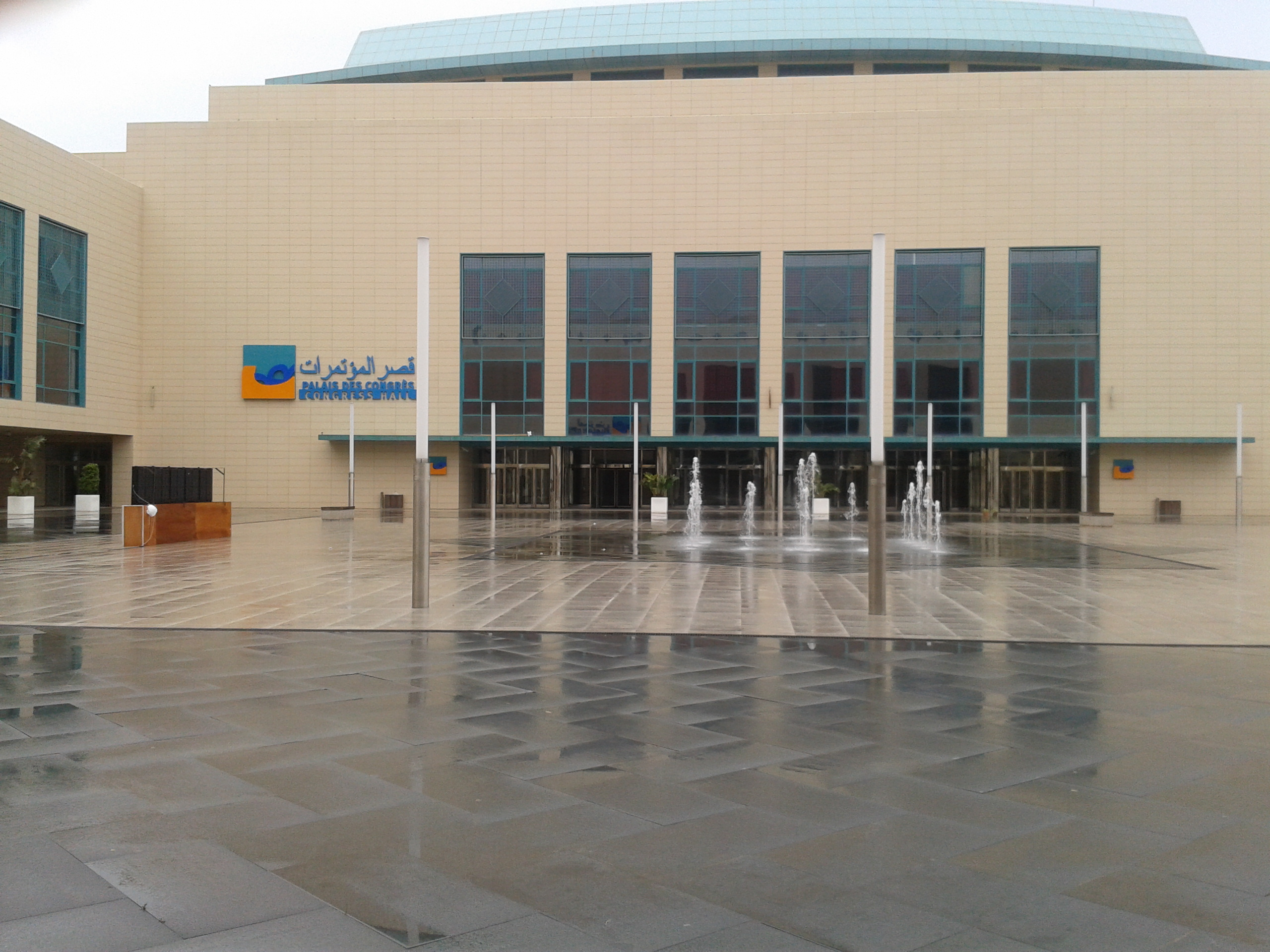
مرکز کنوانسیون وهران
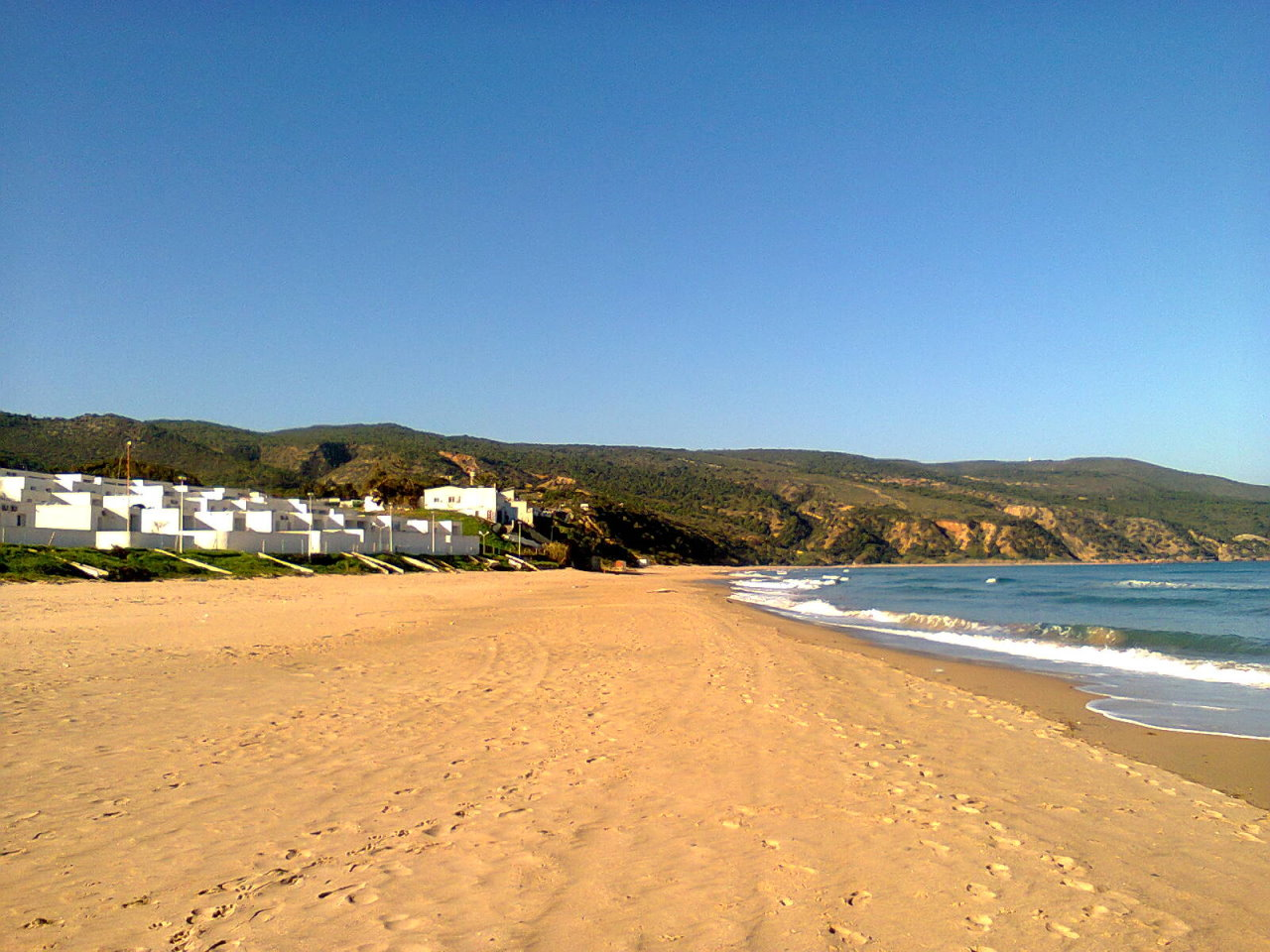
مجموعه توریستی اندلس
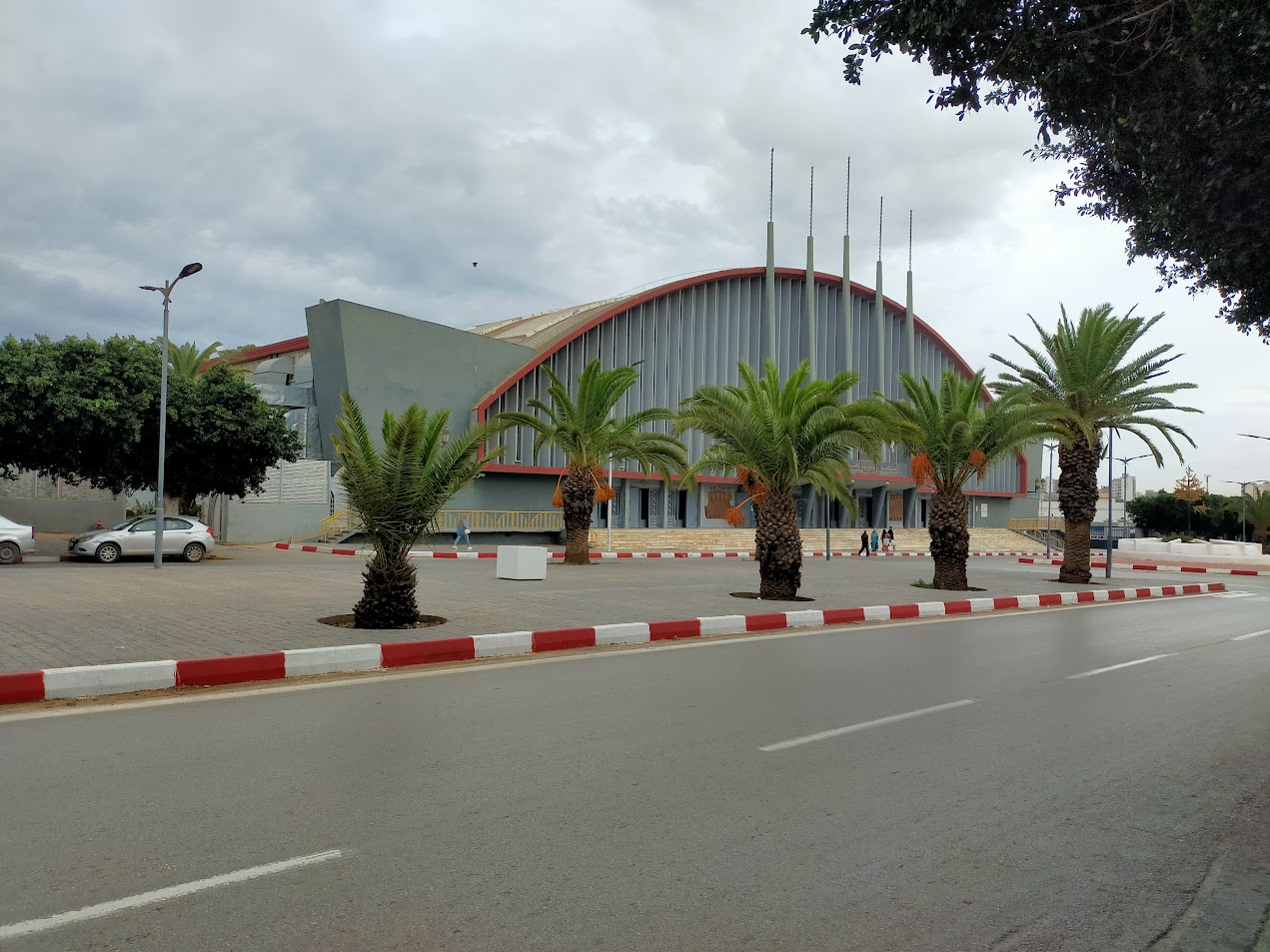
کاخ ورزش‌های حمو بوتلیلیس
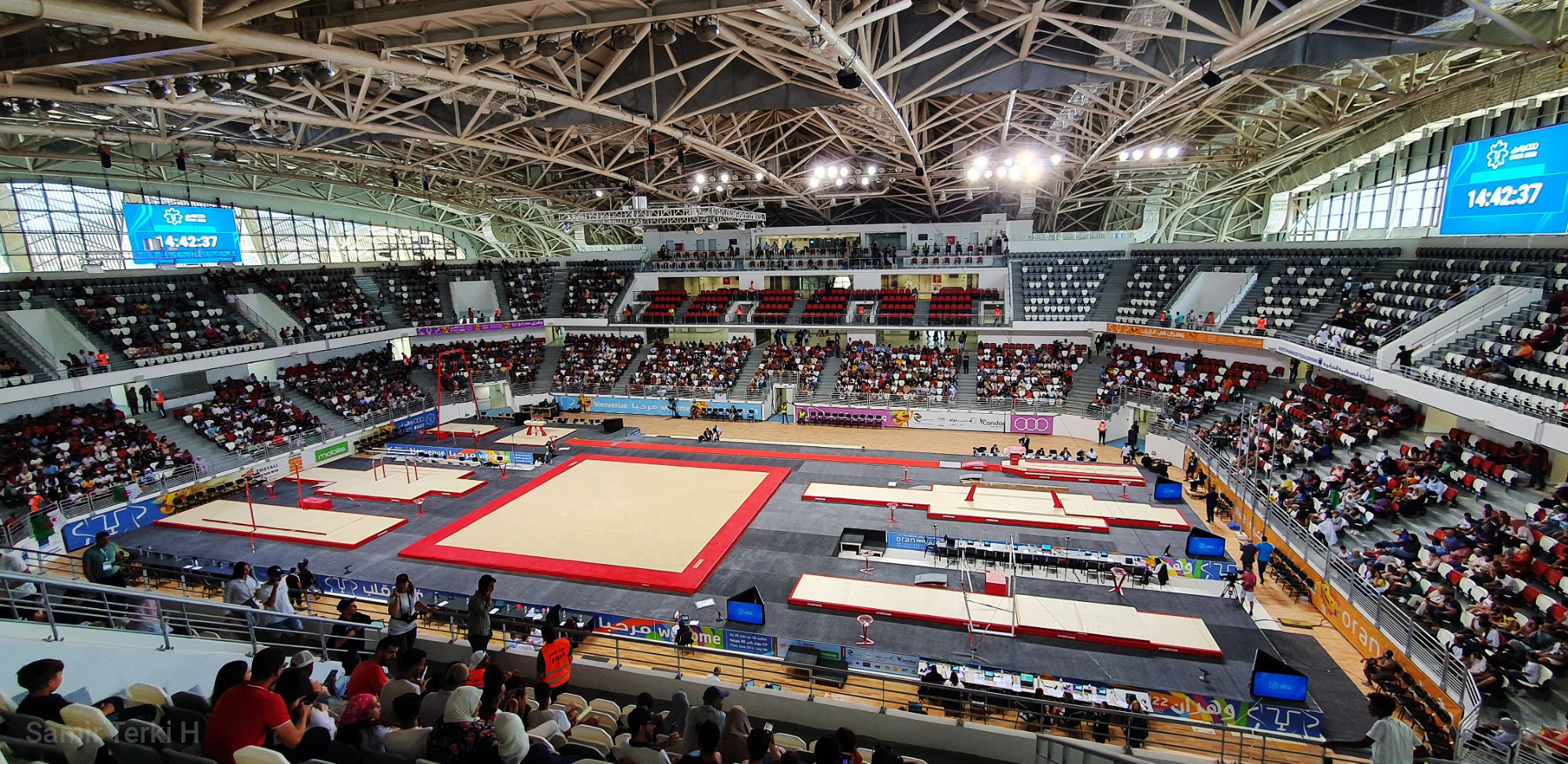
مجموعه ورزشی میلود هدفی